# Ghost Opera
Ghost Opera – ósmy album studyjny nagrana przez powermetalowy zespół Kamelot, którego premiera odbyła się 1 czerwca w Niemczech, 4 czerwca w Europie i w końcu 5 czerwca w USA nakładem wytwórni SPV/Steamhammer Records. Ghost Opera jest trzecią płytą Kamelot wydaną przez SPV/Steamhammer Records.
Album został nagrany i wyprodukowany przez Sashę Paeth'a oraz Miro w Gate Studios oraz Pathway Studios (Niemcy)
Przed premierą płyty, SPV Records wyprodukowała ściśle limitowany specjalny singel CD zawierający utwór Ghost Opera. Wydawnictwa te zostały rozdane fanom podczas europejskiej trasy koncertowej, mającej miejsce od marca do maja 2007 roku.
Pierwszy teledysk z najnowszej płyty, „Ghost Opera”, zadebiutował na oficjalnej MySpace'owej stronie Kamelot 20 kwietnia 2007, jednak po interwencji wytwórni został usunięty. Po jakimś czasie powrócił i obecnie można obejrzeć go w wielu serwisach, wliczając oficjalną stronę. Został również dodany do specjalnej, limitowanej edycji albumu Ghost Opera, zawierającej dodatkową płytę DVD. Utwór ten opowiada historię rozpoczynającej karierę śpiewaczki operowej, która zostaje zaatakowana i zgwałcona podczas podróży w noc jej debiutu. Słowa utworu wyrażają emocje związane ze wspomnieniami owej koszmarnej nocy i gehenny śpiewaczki, oraz wyobrażenia o niedoszłym występie.
Drugi klip z Ghost Opera zatytułowany „The Human Stain” można obecnie oglądać w serwisie YouTube.

## Lista utworów
1. „Solitaire” – 1:00
2. „Rule the World” – 3:40
3. „Ghost Opera” – 4:06
4. „The Human Stain” – 4:01
5. „Blücher” – 4:03
6. „Love You to Death” – 5:13
7. „Up Through the Ashes” – 4:59
8. „Mourning Star” – 4:37
9. „Silence of the Darkness” – 3:43
10. „Anthem” – 4:24
11. „EdenEcho” – 4:13

### Dodatkowy utwór z edycji limitowanej
- 12. „The Pendulous Fall” - 4:00

### Dodatkowy utwór z japońskiego wydania
- 12. „Season's End” - 3:32

## Wideoklip (limitowana edycja)
1. „Ghost Opera” - 4:11

## Odniesienia
„Blücher”Niemiecki krążownik, Blücher, który zatonął podczas ataku Kriegsmarine na Norwegię w 1940.
„Up Through the Ashes”Proces Jezusa.

## Skład zespołu
- Roy Khan – wokal, okazjonalnie keyboard
- Thomas Youngblood – gitary
- Glenn Barry – gitara basowa
- Casey Grillo – perkusja
- Oliver Palotai – Instrumenty klawiszowe

## Gościnnie na płycie
- Aranżacje instrumentalne & klawisze - Miro
- Żeński wokal w utworze „Blücher” – Simone Simons
- Żeński wokal w utworach „Mourning Star”, „Love You to Death” oraz „Ghost Opera” - Amanda Somerville
- Gitary - Sascha Paeth
- Chór w „Ghost Opera” - Amanda Sommerville, Thomas Rettke, Robert Hunecke Rizzo oraz Cinzia Rizzo